# Evo Morales
Evo Morales, właśc. Juan Evo Morales Ayma (ur. 26 października 1959 w Orinoca) – boliwijski polityk, lider Ruchu na rzecz Socjalizmu, od 22 stycznia 2006 do 10 listopada 2019 prezydent Boliwii.
Jest Indianinem z ludu Ajmara, który stanowi ok. 30% ludności kraju, a razem z Indianami Keczua ponad 60%.

## Życiorys

### Dzieciństwo i młodość
Pochodzi z wielodzietnej rodziny (miał sześcioro rodzeństwa, z czego czworo umarło z głodu). W latach 80. XX wieku jego pochodząca z departamentu Oruro na boliwijskim Altiplano górnicza rodzina osiedliła się w prowincji Chapare i zajęła uprawą roli. Morales ukończył szkołę średnią i – jak sam mówi – „uniwersytet życia”. Poza uprawą koki, zorganizował m.in. klub piłkarski i zespół muzyczny, w którym grał na trąbce. Z czasem został liderem ruchu hodowców koki (cocaleros) i szefem Ruchu na rzecz Socjalizmu (hiszp. Movimiento al Socialismo (MAS)).

### Kariera polityczna
W 1997 został wybrany największą w kraju liczbą głosów do Izby Deputowanych. W 2002 złożył mandat (w proteście przeciw oskarżaniu o terroryzm chłopów buntujących się przeciw niepopularnym działaniom rządu). W tym samym roku zajął drugie miejsce w wyborach prezydenckich zdobywając 22% głosów. W kolejnych latach Morales uczestniczył w kampaniach politycznych i chłopskich protestach przeciwko neoliberalnym rządom i prezydentowi, które doprowadziły do przedterminowych wyborów.
W kampanii wyborczej w 2005 obiecywał ubogim masom (w większości indiańskim chłopom) zmianę niepopularnej polityki poprzednich władz, rezygnację ze wspieranej przez USA kontrowersyjnej akcji likwidowania upraw koki i poprawę sytuacji boliwijskiej biedoty.

### Prezydent Boliwii
18 grudnia 2005 wygrał wybory prezydenckie, zdobywając 54% głosów. Został pierwszym indiańskim prezydentem Boliwii, uważającym się za spadkobiercę prekolumbijskich tradycji i władców swego kraju (przemawia w języku ajmara, uczestniczy w tradycyjnych ceremoniach, ubiera się w swetry z wełny alpaki). Był zarazem dopiero drugim prezydentem w Ameryce Łacińskiej wywodzącym się z rdzennej ludności (po Benito Juárezie).
Morales mógł ubiegać się o kolejną kadencję, dzięki wprowadzeniu zmian do konstytucji, zaaprobowanych przez obywateli w referendum w styczniu 2009, tj. zniesienia konstytucyjnego ograniczenia kadencji prezydenckich do jednej, umożliwiając sobie walkę o reelekcję. W wyborach prezydenckich w grudniu 2009 uzyskał reelekcję na stanowisku prezydenta, zdobywając 64,22% głosów poparcia. Zgodnie z orzeczeniem Sądu Najwyższego, pierwsza kadencja Moralesa nie wliczała się do limitu dwóch kadencji, gdyż dopiero w jej trakcie zmieniono konstytucję, co umożliwiło mu start w wyborach po raz trzeci. Na trzecią kadencję został wybrany 14 października 2015 otrzymując ponad 60% głosów.
W 2016 roku przeprowadził referendum, w którym zapytano o zniesienie nowego konstytucyjnego limitu dwóch kadencji . Większość głosujących była przeciwna takiemu rozwiązaniu . W świetle konstytucji referendum powinno być wiążące, Morales poprosił jednak Sąd Najwyższy Boliwii o ponowne sprawdzenie tego zapisu konstytucji. Kontrolowany przez niego trybunał uznał, że limit kadencji, ograniczający bierne prawo wyborcze, jest niezgodny z prawami człowieka i zniósł ten przepis. W wyniku tej decyzji Morales zyskał prawo do ponownego ubiegania się o reelekcje .
Pod koniec swej prezydentury był krytykowany za narastające tendencje autorytarne.

#### Polityka gospodarcza
Politykę gospodarczą Moralesa można określić jako kapitalizm państwowy. Jedną z pierwszych decyzji Moralesa po objęciu władzy była renegocjacja kontraktów prywatnych firm zajmujących się eksploatacją ropy naftowej i gazu ziemnego, głównych bogactw naturalnych Boliwii. Morales zagroził firmom zagranicznym (m.in. BP, ExxonMobil, Total), że jeśli nie przyjmą nowych, korzystniejszych dla rządu warunków, będą musiały opuścić kraj. Działanie to zostało przedstawione przez samego Moralesa jako nacjonalizacja, w rzeczywistości jednak żadnej firmie nie odebrano majątku, podniesiono jedynie opłaty za eksploatacje złóż naturalnych. Uchwalono również, że państwo musi mieć większościowe udziały w przedsięwzięciach wydobywczych, do państwa zaczęła trafiać większość dochodów z wydobycia surowców. Pieniądze pozyskane w ten sposób zostały przeznaczone na programy wsparcia socjalnego. Postępowanie Moralesa wzbudziło krytykę lewicy, ponieważ nie dokonano faktycznej nacjonalizacji. Z drugiej strony wybuchły gwałtowne protesty rządów, w których siedzibę miały firmy zajmujące się wydobyciem. Posunięcie było jednak niezwykle popularne w kraju, poparcie w sondażach podskoczyło do aż 81%.

#### Prawa ludności rdzennej
Ważnym postulatem Moralesa było zwiększenie udziału ludności rdzennej we władzach(ludność rdzenna stanowi 65% mieszkańców kraju). Postulat ten wprowadzono w życie w nowej konstytucji Boliwii uchwalonej w styczniu 2009. Dokument określa Boliwię jako państwo wielonarodowe, które gwarantuje autonomię ludności rdzennej i wyznacza określone kwoty w instytucjach prawodawczych, każda z grup ludności rdzennej jest przedstawiona w konstytucji jako osobny naród. Tradycje, mity i zwyczaje ludności rdzennej są przedstawione w konstytucji jako część tożsamości państwa.
W 2009 roku powołano do życia Ministerstwo Dekolonizacji. W 2010 roku uchwalono prawo zakazujące rasizmu i dyskryminacji, ustanowiono również święto dekolonizacji 12 października.

#### Prawa mniejszości seksualnych
Uchwalona w styczniu 2009 konstytucja zakazuje dyskryminacji na podstawie orientacji seksualnej. W tym samym roku ogłoszono powołanie Dnia Mniejszości Seksualnych. W 2012 roku zgłoszono projekt ustawy legalizującej małżeństwa osób tej samej płci, projekt został jednak odrzucony, małżeństwa osób tej samej płci i związki partnerskie są nielegalne, konstytucja z 2009 roku definiuje małżeństwo jako związek kobiety i mężczyzny.

#### Polityka zagraniczna
W odróżnieniu od poprzednich rządów Boliwii prowadził zdecydowanie antyamerykańską politykę. Wielokrotnie publicznie krytykował Stany Zjednoczone, w 2008 wydalił z kraju ambasadora USA. Nawiązał przyjazne relacje z Unią Europejską; w okresie jego rządów Boliwia otrzymała najwięcej pomocy dwustronnej ze strony UE w całej Ameryce Południowej. Utrzymywał bardzo przyjazne stosunki z Kubą i Wenezuelą. Innym ważnym sojusznikiem Boliwii w okresie rządów Moralesa stała się Brazylia.

#### Polityka społeczna
W okresie rządów Moralesa wprowadzono liczne programy pomocy społecznej. Wprowadzono roczne stypendium dla dzieci uczęszczających do szkoły i zasiłek macierzyński. Około 750 tys. osób powyżej 60 roku życia zostało objętych programem zasiłków (tzw. Renta Dignidad) w wysokości 29$ miesięcznie, program ograniczył ubóstwo wśród osób w podeszłym wieku. Inną inicjatywą Moralesa był program walki z niedożywieniem dzieci. Według danych CEPAL w okresie od 2005 do 2018 obniżono poziom ubóstwa z 60,6% do 34,6%, a ubóstwa skrajnego z 38,2% do 15,2%.

### Dymisja
20 października 2019 odbyły się wybory prezydenckie . Już przed nimi, w wywiadzie dla prywatnej telewizji, Morales powiedział, że w razie jego zwycięstwa może dojść do prawicowego zamachu stanu z poparciem USA. Wstępne wyniki po obliczeniu 83.9% głosów pokazywały zwycięstwo Moralesa, ale z przewagą mniejszą niż 10% (Morales miał 45,7% a Mesa 37,8%), co w świetle konstytucji Boliwii oznaczałoby konieczność przeprowadzenia drugiej tury, a w drugiej turze większość kandydatów opozycji deklarowała poparcie dla rywala Moralesa, Carlosa Mesy . Po ujawnieniu pierwszych informacji władze nie publikowały dalszych danych, co było zgodne z wcześniejszymi zapowiedziami na temat procedury liczenia głosów i z praktyką w poprzednich wyborach. Po 24 godzinach oznajmiono, że wybory wygrał Morales w pierwszej turze . Informacja o wyniku wyborów wywołała protesty opozycji w Sucre i Santa Cruz, protestujący oskarżyli władzę o sfałszowanie wyborów . 21 października amerykański dyplomata Michael Kozak oskarżył boliwijskie instytucje odpowiedzialne za przeprowadzenie wyborów i liczenie głosów o „próbę pogwałcenia demokracji”. Według danych podanych przez władzę 22 października (po podliczeniu 95,3% głosów) zwycięzcą byłby Morales z wynikiem 46,87%. 23 października Morales zorganizował konferencję prasową, na której zarzucił opozycji dążenie do przewrotu.
10 listopada 2019 mieszcząca się w Waszyngtonie Organizacja Państw Amerykańskich ujawniła wstępny raport informujący, że podczas wyborów doszło do nieprawidłowości . Liderzy partii MAS podali się do dymisji, wojsko przeprowadziło działania chroniące demonstrantów antyrządowych . W zamieszkach zginęły ogółem trzy osoby. Prezydent Boliwii wyraził zgodę na ponowne przeprowadzenie wyborów, jednak tego samego dnia Szef Armii generał Williams Kaliman zażądał od niego ustąpienia z urzędu. Kilka godzin później prezydent w telewizyjnej odezwie do narodu poinformował o swojej rezygnacji . Na urząd prezydenta została mianowana dotychczasowa senatorka Jeanine Áñez. 11 listopada 2019 Senat przyjął rezygnację Evo Moralesa.
12 listopada Morales udał się do Meksyku, gdzie udzielono mu azylu, po czym udał się na leczenie na Kubę. Tego samego dnia w La Paz wybuchły protesty zwolenników Moralesa, którzy domagają się rezygnacji Jeanine Áñez, twierdząc, że jej wybór był niezgodny z konstytucją. Wkrótce potem Morales ogłosił zamiar otrzymania azylu politycznego i zamieszkania w Argentynie. 12 grudnia przybył do Argentyny, gdzie otrzymał status uchodźcy. 9 listopada 2020, dzień po zaprzysiężeniu Luisa Arce na nowego prezydenta Boliwii, Morales wrócił do kraju.

### Konflikt wewnątrz partii
W 2024 ogłosił, że będzie ubiegał się o reelekcję w wyborach prezydenckich w 2025. Uczynił to mimo sprzeciwu obecnego prezydenta Boliwii, Luisa Arce, który jest członkiem tej samej partii politycznej, co Morales. Ponadto jego kandydatura według Arce byłaby sprzeczna z prawem, ponieważ w grudniu 2023 Trybunał Konstytucyjny orzekł, że nie można wykonywać mandatu prezydenckiego więcej, niż przez dwie kadencje.

## Kontrowersje
W 2020 boliwijskie media opublikowały zdjęcia Moralesa z młodą kobietą, która według mediów w momencie wykonania zdjęcia była niepełnoletnia. Według hiszpańskiej agencji informacyjnej EFE, kobieta zaczęła towarzyszyć Moralesowi w podróżach, gdy miała 14 lat. W Boliwii kontakty seksualne z nieletnimi są traktowane jako gwałt. Były prezydent jest również oskarżany o handel ludźmi.